# Live! Vampires
Live! Vampires är ett livealbum av bandet L.A. Guns. Albumet innehåller låtar från bandets tre första album.

## Låtlista
1. "Kiss My Love Goodbye"
2. "Wild Obsession"
3. "Dirty Luv"
4. "Rip And Tear"
5. "One More Reason"
6. "Some Lie 4 Love"
7. "It's Over Now"
8. "Crystal Eyes"

## Medverkande
- Phil Lewis - sång
- Tracii Guns - gitarr
- Mick Cripps - gitarr
- Kelly Nickels - bas
- Steve Riley - trummor